# Diocesi di Gurza
La diocesi di Gurza (in latino Dioecesis Gurzensis) è una sede soppressa e sede titolare della Chiesa cattolica.

## Storia
Gurza, altrimenti detta Gurges o Gurgai, identificabile secondo con Anatole Toulotte con Kalaat-Kebira nella regione di Sousse in Tunisia, è un'antica sede episcopale della provincia romana di Bizacena.
A questa diocesi vengono assegnati due vescovi. Felice a Gurgitibus prese parte al concilio di Cartagine convocato il 1º settembre 256 da san Cipriano per discutere della questione relativa alla validità del battesimo amministrato dagli eretici, e figura al 74º posto nelle Sententiae episcoporum.
Il nome di Primiano, episcopus Gurgitensis o Gurgaitensis, figura al 78º posto nella lista dei vescovi della Bizacena convocati a Cartagine dal re vandalo Unerico nel 484; Primiano, come tutti gli altri vescovi cattolici africani, fu condannato all'esilio.
Dal 1925 Gurza è annoverata tra le sedi vescovili titolari della Chiesa cattolica; dal 1º maggio 2023 il vescovo titolare è Christopher Naseri Naseri, vescovo ausiliare di Calabar.

## Cronotassi

### Vescovi residenti
- Felice † (menzionato nel 256)
- Primiano † (menzionato nel 484)

### Vescovi titolari
- Marie-Augustine Chapuis, M.E.P. † (17 dicembre 1928 - 14 luglio 1930 deceduto)
- Manuel Marilla Ferreira da Silva † (8 febbraio 1931 - 29 maggio 1949 nominato arcivescovo titolare di Cizico)
- Albino Morera † (9 dicembre 1950 - 20 marzo 1952 deceduto)
- Félix-Marie-Honoré Verdet † (10 giugno 1952 - 1º luglio 1963 nominato vescovo di La Rochelle)
- Jerome Joseph Hastrich † (25 luglio 1963 - 25 agosto 1969 nominato vescovo di Gallup)
- Paul-Marie-Maurice Perrin † (16 gennaio 1970 - 4 ottobre 1994 deceduto)
- Vito Schlickmann † (25 gennaio 1995 - 14 febbraio 2023 deceduto)
- Christopher Naseri Naseri, dal 1º maggio 2023